# СМС Кениг
СМС Кениг (превод: краљ), био је први од четири бојна брода Немачке царске морнарице током Првог светског рата из класе дреднот. Свој назив је добио у част кајзера Вилхелма II, који је уједно био и пруски краљ и немачки цар. Његова изградња започета је октобра 1911. а поринут је 1. марта 1913. Завршен је непосредно пре избијања Првог светског рата. Уведен је у оперативну употребу 10. августа 1914. године. 
Заједно са још три сестринска брода, Гросер Курфирст, Маркграф и Кронпринц, учествовао је у многим поморским операцијама за време рата. Будући да се налазио у првој немачкој борбеној линији у бици код Јиланда, 31. маја 1916, био је на удару неколико британских бродова и претрпео је десет погодака граната великог калибра. Осим тога, приморао је, октобра 1917. преддреднотски руски бојни брод Слава да потопи самог себе током операције Албион. 
Након успостављања примирја новембра 1918. године, Кениг је био заробљен са већином пловила Океанске флотиле у Скапа Флоу. Дана 21. јуна 1919. контраадмирал Лудвиг фон Ројтер издао је заповест да се флотила потопи у време када су британски бродови, намењени да је чувају, били одсутни из луке. У складу с тим Кениг је потонуо у водама Скапа Флоуа у 14:00 часова. За разлику од осталих потопљених бродова, Кениг никада није био извучен ради расклапања; његова олупина и даље лежи на дну залива.

## Конструкција
Кениг је поручен под привременим именом „S“ и саграђен у Царском бродоградилишту у Вилхелмсхафену, под конструкционим бројем 33. Његова кобилица је положена октобра 1911, а поринут је 1. марта 1913. Опремање је завршено до 9. августа 1914, када је и уведен у оперативну употребу Океанске флотиле. Царску немачку владу стајао је 45 милиона златних марака. Први, што се тиче своје класе, Кениг ће се касније увести у оперативну употребу, у односу у остале.
Кениг је био тежак 25.796 t (односно 28.435 кратких тона), а с пуном опремом 28.600 t (31.500 кратких тона), а дугачак 175,4 m (575 ft); имао је палубну греду од 19,5 m (64 ft) и газ од 9.19 m (30.2 ft). Покретан је на три Парсонове парне турбине које су производиле укупно 43.300 КС (32,3 MW) и давале максималну брзину од 21 чвора (39 km/h).
Био је наоружан са десет топова калибра од 30,5 cm смештених у пет двоцевних кула: две тешке куполе смештене напред и назад и једна средишња купола између два димњака. Кениг је био први немачки бојни брод коме су све његове главне артиљеријске батерије постављене на централну линију. Попут ранијих бојних бродова класе Кајзер, и Кениг је био у стању да преусмери све главне цеви на било коју страну, али је новији брод предњачио у томе, управо због тога што су куполе биле постављене дуж средишње линије. Његово секундарно наоружање састојало се од 14 топова калибра од 15 cm (5.9 in) и пет подводних торпедних цеви од 50 cm (20 in), од којих је једна смештена у прамцу а две са стране.

## Оперативна употреба
Непосредно након пуштања у употребу, Кениг је спровео пробну пловидбу која је окончана 23. новембра 1914. Његову посаду чинио је 41 официр и 1.095 морнара. После тога је уврштен у пету дивизију треће борбене ескадре Океанске флотиле, у којој ће се касније придружити сестринским бродовима. Дана 9. децембра Кениг се насукао у сидришту Вилхелмсхафен. Његов сестрински брод Гросер Курфирст, који га је следио, ударио му је крму и изазвао мање штете. Кениг је тада остао без дна и био враћен у Вилхелмсхафен; поправке су трајале све до 2. јануара.

### Операције у Северном мору
Кениг је узео учешће у неколико поморских подухвата пружајући подршку извиђачким крстарицама контраадмирала Франца фон Хипера; међутим, услед његовог одсуства у Вилхелмсхафену ради поправке, пропустио је прву операцију ових крстарица која се одиграла 15-16. децембра 1914, када им је наређено да бомбардују енглеску обалу не би ли тако намамили део Велике британске флоте у замку немачке флоте. Дана 22. јануара 1915, Кениг остатак треће ескадре био је издвојен из флоте да би извршио маневар, као и артиљеријску и торпедо обуку у Балтику. Вратили су се у Северно море 11. фебруара, превише касно да би помогли првој извиђачкој групи у бици код Догер Бенка.
Кениг је потом учествовао у неколико мисија у Северном мору. Дана 29. марта извео је флотилу до Терсхелинга. Три недеље касније, 17-18. априла пружао је подршку операцији у којој су лаке крстарице друге извиђачке групе постављале мине код Сварт Бенка. До још једног покрета флоте је дошло 22. априла, када ју је и овај пут Кениг предводио. Дана 23. априла трећа ескадреа се вратила у Балтик ради још једног круга вежби које су трајале до 10. маја. Друга операција постављања мини је спроведена од стране друге извиђачке групе 17. маја, поново уз подршку треће ескадре.
Кениг је учествовао у походу флотиле у Северно море који је трајао од 29. до 31. маја и који се окончао без икаквог окршаја. Потом му је додељено обављање стражарске дужности у немачком одбрамбеном појасу. Брод се поново насукао 6. јула, иако је штета и овај пут била минимална. Подржао је још једну операцију постављања мини код Текстела. Још један поморски поход уследио је 23-25. октобра; након повратка Кениг се упутио у суви док ради одржавања, а флотили се придружио 4. новембра. Брод је затим послат назад у Балтик ради још обука које су се одржале 5-20. децембра. На повратку с вежби, био је незнатно оштећен након што се насукао у Кајзер Вилхелмов канал током снежне олује. У Балтику се нашао 17. јануара 1916. ради даљњих обука, а онда се 24. јануара вратио у Северно море. Поморски походи наставили су се 5-6. марта и 21-22. априла.
Кениг је био доступан 24. априла 1916. приликом пустошења обале Енглеске, поново као подршка немачким крстарицама прве извиђачке групе. Крстарице су напустиле залив Јаде у 10:55 часова, а остатак Океанске флотиле следио је у 13:40. Крстарица Seidlitz ударила је у мину на путу ка свом циљу, па се морала повући. Остале крстарице бомбардовале су град Лоустофт без отпора, али наишавши на Јармут суочили су се са британским крстарицама ескадре Harwich Force. Уследио је кратак артиљеријски двобој пре него што се ескадра Harwich Force повукла. Брза интервенција британских подморница у околини приморала је да се прва извиђачка група повуче. У том тренутку, адмирал Рајнхард Шер, који је упозорен испадом британске Велике флоте из базе Скапа Флоу такође је повукао своје бродове у мирније немачке воде. Кениг се потом упутио у Балтик ради још једног круга вежби, укључивши у њих и испаљивање торпеда у Мекленбургу.

### Битка код Јиланда
Кениг је био присутан и током операције која је довела флотилу до битке код Јиланда која је одржана 31. маја и 1. јуна 1916. Немачка флотила поново је покушала да привуче и изолује део Велике флоте да би га уништио пре него што би главнина британски флотиле могла да узврати. Кениг, затим његови сестрински бродови Grosser Kurfürst, Markgraf и Kronprinz су образовали пету дивизију треће борбене ескадре, сачинивши тако претходницу флотиле. Трећа ескадра је била прва од три јединица бојних бродова; одмах иза ње ишли су бојни бродови Kaiser-класе шесте дивизије треће ескадре. Иза ових били су бродови класе Helgoland and Nassau треће борбене ескадре; позади су били застарели преддреднотски бродови класе Deutschland прве борбене ескадре.
Непосредно пре 16:00 часова, Крстарице прве извиђачке групе наишле су на британску прву крстаричку ескадру под командом Дејвида Битија. Противнички бродови започели су артиљеријски двобој који је резултовао уништавањем британских крстарица Indefatigable-а, убрзо после 17:00 часова, и Queen Mary, мање од пола сата доцније. Од овог тренутка немачке бојне крстарице су се упутиле ка југу да би привукле британске бродове Океанској флотили. У 17:30 часова посада са Кенига спазила је и прву извиђачку групу и први крстарички ескадрон како им прилазе у сусрет. Немачке крстарице окренуле су се на десни бок, док су британски бродови на леви. У 17:45 Шер је наредио заокрет налево не би ли довео своје бродове ближе британским крстарицама, а минут касније дозволио је да се отвори паљба на њих.

Кениг, Grosser Kurfürst и Markgraf су били први који су достигли ефективан артиљеријски домет; на даљини од 21.000 јарди отворили су паљбу на крстарице Lion, Princess Royal и Tiger. Прва салва са Кенига није успела, па је стога померио своју ватру ближем Tiger-у. Истовремено, Кениг и његове сестре секундарном батеријом су отворили ватру на разараче Nestor-а и Nicator-а. Два разарача су се приближила немачкој линији, и пошто су били обасути топовском паљбом, поставили су се у борбену позицију. Оба брода испалила су по два торпеда на Кенига и Grosser Kurfürst-а, али ниједан није погодио мету. Као одговор на то, Nestor је погођен гранатом нечије секундарне батерије и притом му је уништено моторно одељење. Заједно са разарачем Nomad-ом, брод је био тешко оштећен и нашао се пред наступајуће немачке бродове. Оба разарача су била потопљена, а немачки торпедни чамци су стали купити преживеле. Око 18:00 часова, Кениг и његова три сестринска брода отворили су ватру на бојне бродове класе Queen Elizabeth пете ескадре који су им се приближавали. Кениг се у почетку усредсредио на Barham-а, а кад му је овај изашао из домета прешао је на Valiant-а. Међутим, британски бродови су били у стању да се зачас посла извуку из домета непријатељске артиљерије. 
Убрзо након 19:00 часова, немачку крстарицу Wiesbaden избацила је из строја граната испаљена из британске крстарице Invincible; контраадмирал Паул Бенке са Кенига приступио је манервисању своја четири брода ради покрића погођене крстарице.  Истовремено, британска трећа и четврта лака крстаричка ескадра започела је торпедски напад на немачке снаге; док им се приближавао домету њихових торпеда, британске крстарице су обасипале Wiesbaden ватром из главних топова. Кениг и његови сестрински бродови узвраћали су у великој мери, али чак ни константном паљбом из главних топова нису успели да отерају британске крстарице. У предстојећем окршају, британска оклопна крстарица Defence била је погођена неколико пута гранатама великог калибра. Једна салва је пробила оставу за муницију што је изазвало снажну експлозију од које је крстарица уништена. 
Убрзо након 19:20, Кенигу се поново нашао у домету бојни брод Warspite па је отворио ватру на њега. Приближио се дреднотима Friedrich der Grosse-у, Ostfriesland-у, Helgoland-у, Thüringen-у. Међутим, убрзо га је изгубио из видика, пошто се нашао у заокрету на североисток. Скоро истовремено, британске лаке крстарице и разарачи приступили су торпедском нападу на водеће немачке бродове, укључившу ту и Кенига. Убрзо након тога, главнина британских снага нашла се у домету немачке флотиле; у 19:30 британски бојни бродови отворили су ватру на немачке крстарице и на бродове класе Кениг. У овом моменту Кениг се нашао под нарочито јаком ватром. У размаку од 5 минута, Iron Duke је испалио 9 салви на Кенига са растојања од 12.000 јарди; само једна граната је успела погодити брод. Граната од 13,5 инчи погодила је предњи командни мост, али уместо пенетрације, граната се одбила и детонирала неких 50 јарди иза брода. Премда је том приликом контраадмирал Бенке био повређен, остао је на свом командантском месту. Брод је затим био захваћен димом који му је омогућио привремено избављење.
Око 20:00 немачким снагама било је заповеднуто да се окрену ка истоку да би се повукли пред британском флотилом. Поставивши се на челу колоне, Кениг је смањио брзину након што је завршио свој обртај не би ли пловила иза њега могла да се врате на позицију. Убрзо након тога, четири британске лаке крстарице наставиле су нападе на тешко оштећен Wiesbaden; водећи немачки бродови, укључујући и Кенига отворили су ватру на крстарице у покушају да их растерају. У том моменту гоњени британски бродови су се окренули ка југу и скоро успели да образују крст „крст T“ у односу на немачке снаге које су им долазиле у сусрет. Да би исправио ситуацију, адмирал Шер је наредио заокрет ка југу и послао Хиперове бојне крстарице да нападну британску флотилу. Током овог обртања, Кениг је био погођен гранатом од 13,5 инчи са Iron Duke-а; граната је погодила брод тик иза последње топовске куполе. Кениг је претрпео значајна структурна оштећења, а неколико одељења било је испуњено димом. Током заокрета надесно, вицеадмирал Шмит, командант прве борбене ескадре, одлучио је да одмах окрене свој брод, уместо да следи узастопце водећи брод. Ово је изазвало велику забуну, а скоро да је и довело до неколико судара. Због тога су многи немачки бојни бродови били приморани да драстично смање брзину, што је ставило целокупну флотилу у велику опасност. У покушају да ублажи невољу, Кениг се окренуо налево и положио параван између немачких и британских снага.
За време битке Кениг је зарадио знатна оштећења. Тешка граната пробила је главну оклопну палубу према прамцу. Још једна граната погодила је једну од оклопних плоча у главном појасу и удубила ју је за пет метара. Шрапнели су пробили неколико казамата у којима су били смештени секундарни топови калибра 15 cm, при чему су из строја избачена два таква. Пошто су се складишта за муницију запалила, морала бити поплављена да би се спречила експлозија. У другим одељењима брода морало се приступити против поплављивања ради одржавања стабилности; 1.600 тона воде нашло се у броду, било као последица задобијених оштећења или мерама против поплављивања. Поплављивање је учинило да се бојни брод нађе довољно дубоко у води што га је спречило у могућности да пређе Амрун бенк пре 1. јуна у 09:30. Кениг се упутио у Кил ради првобитних поправки, пошто је то било једино место које је имало суви док довољно велик да у њега стане брод. Поправке су обављане од 4. до 18. јуна, након чега је брод пребачен у бродоградилиште „Howaldtswerke“. Дана 21. јуна Кениг је поново био спреман да се придружи флотили.

### Наредне операције
По завршетку поправке Konig је поново био отпослан у Балтик ради обуке, која је трајала од краја јуна до почетка августа. У Северно море је враћен 5. августа. До испада велике флотиле је дошло 18-20. августа, поново са Кенигом на челу. Прва извиђачка група је требало да бомбардује приморски град Сандерленд, у покушају да измами и уништи Битијеве крстарице. Међутим, како су Von der Tann и Moltke биле једине крстарице у стању приправности, нови бојни брод Bayern и две Кенигове сестре Markgraf и Grosser Kurfürst привремено су укључени у прву извиђачку групу. Адмирал Шер и остатак Океанске флотиле имао је да плови иза обезбеђујућег покрића. Британци су били свесни немачких планова, па су им у сусрет упутили Велику флотилу. Око 14:35 часова Шер је био упозорен о прилажењу Велике флотиле и, не желећи да удари на њену целокупну силу само једанаест дана након битке код Јиланда, одлучио је да окрене своје и да се повуче натраг у немачке луке.
Кениг је остао укотвљен у луци све до 21. октобра, када је поново послат у Балтик ради обуке. Брод се вратио флотили 3. новембра. Кениг и остатак треће ескадре су потом отпловили до Хорнс Рифа 6. новембра. Кенигу су тада додељени различити задаци, укључивши ту и стражарење у Немачком заливу и ескортовање конвоја у Балтику. Године 1917. одржао је неколико маневара у Балтику током 22. фебруара – 4. марта, 14. марта – 22. марта и 17. маја – 9. јуна. Потом је 16. јуна отпловио у Вилхелмсхафен ради одржавања. Постављање новог тешког предњег јарбола и други радови потрајали су до 21. јула. Дана 10. септембра Кениг се поново упутио за Балтик ради манервисања.

### Операција Албион
Почетком септембра 1917, након немачког освајање руске луке Рига, немачка морнарица је одлучила да елиминише руске поморске снаге које су и даље држале Ришки залив. Врховна команда морнарице планирала је да изврши операцију заузимања балтичког острва Осел и руске топовске батерије на полуострву Сворб. Дана 18. септембра, издата је наредба за заједничко деловање морнарице са војском ради заузимања острва Осел и Муху; примарна поморска компонента била је састављена од адмиралског брода Moltke-а заједно са трећом борбеном ескадром Океанске флотиле. Пета дивизија имала је четири брода класе Кениг и била је у то време ојачана новим бојним бродом Bayern-ом. Шесту дивизију чинило је пет бојних бродова класе Kaiser. Заједно са 9 лаких крстарица, 3 торпедна чамца и десетином миноловаца, целокупна снага је бројала око 300 бродова, а у подршци је било више од 100 авиона и 6 цепелина. Инвазионе снаге су износиле око 24.600 официра и војника. Насупрот Немцима биле су стари руски преддредноти Слава и Царевич, оклопне крстарице Бајан, Адмирал Макаров и Дијана, 26 разарача и торпедних чамаца и неколико топовњача. Гарнизон на острву Осел бројао је неких 14.000 људи.
Кениг је напустио Кил и запутио се у залив Пуцигер, где је остао до 10. октобра. Операција је почела 12. октобра; у 03:00 часова Кениг се усидрио до Осела у заливу Тага и искрцао војнике. Око 05:50 Кениг је отворио ватру на руска приморска артиљеријска гнезда, придруживши се Moltke-у, Bayern-у и осталим трима бродовима Кениг класе. Истовремено, бродови класе Kaiser отворили су ватру на батерије стациониране на полуострву Сворб; циљ је био да се обезбеди канал између острва Муху и Даго, чиме би се могао блокирати једини излаз руским бродовима у залив. Том приликом су Grosser Kurfürst и Bayern ударили у мине док су се намештали за борбени положај и тиме погоршали свој положај. Bayern је био теже оштећен па је морао да се повуче у Кил ради поправки. У 17:30 часова Кениг је напустио положај да се напуни горивом; вратио се у мореуз Ирбен 15. октобра.
Дана 16. октобра одлучено је да се одвоји део инвазионе флотиле да би се очистиле руске поморске снаге код острва Муху; њу су чинила два руска преддреднота. У циљу тога, Кениг и Kronprinz, заједно са крстарицама Strassburg и Kolberg и бројем мањих пловила, послати су да ударе на руске бојне бродове. Стигли су до јутра 17. октобра, али је дубоко руско минско поље осујетило њихов напредак. Немци су били изнанађени када су открили да топови руски бојних бродова од 30,5 cm премашују њихове истог калибра. Захваљујући томе руски бродови су успели да задрже довољно широко растојање да би спречили немачке бродове да им узврате паљбу, док су исто време просипали ефективну паљбу на њих, па су Немци морали да предузму неколико маневра не би ли избегли руске гранате. Међутим, до 10:00 часова миноловци су очистили пут кроз минско поље и Кениг и Kronprinz су запловили заливом. Од 10:13 Кениг се нашао у домету Славе те је брзо отворио паљбу. У међувремену, Kronprinz је пуцао и на Славу и на крстарицу Бајан. Руска пловила су била погођана неколико пута, све док у 10:30 часова руски поморски командант, адмирал Бакирев није наредио њихово повлачење. Кениг је погодио Славу седам пута; штета која јој је нанета спречила ју је од повлачења на север. Уместо тога, била је самопотопљена и њена посада је била евакуисана на разарач. У току битке, Кениг је једном погодио крстарицу Бајан. Након што се битка окончала, Кениг је обасуо ватром обалску артиљерију стацирану на Воију и Вердеру.
Дана 20. октобра Кениг је од стране миноловаца одвучен у сидриште Кујваст. Кениг је пренео војнике на острво Шилдаум које је потом окупирано. Од тада су се борбе на острвима ближиле крају; Муху и Даго постпали су под немачку контролу. Претходног дана, адмиралштаб је наредио прекид свих поморских активности и повратак дреднота Океанској флотили у најкраћем могућем року. При повратку са похода, Кенига су захватили тешки таласи те му је оштећено дно. Брод је поправљан у Килу; радови на томе трајали су до 17. новембра.

### Завршне операције
Након повратка Кенига из Балтика брод је био задужен за стражарске дужности у Северном мору уз пружање подршке миноловцима. Кениг се вратио у балтичке воде 22. децембра ради даљњих обука, што је трајало до 8. јануара 1918. Још један круг вежби је спроведен од 23. фебруара до 11. марта. Дана 20. априла ангажован је да помогне немачким патролама које су се бавиле британским снагама. Брод је био део снага које су се упутиле у Норвешку не би ли пресрели 23-25. априла добро обезбеђен британски конвој, али је операција отказана када је бојни крсташ Moltke претрпео механичка оштећења. Кениг је на кратко укотвљен у северну лику острва Хелголанд 30. маја. Два месеца касније, 31. јула Кениг и остатак треће ескадре покривали су миноловачку јединицу у Северном мору. Брод потом одлази у балтичке воде на обуку 7-18. августа, након чега се враћа у Северно море. Кениг је спровео своју последњу вежбу у балтичким водама стартујући са њима 28. септембра; маневри су трајали све до 1. октобра.
Кениг је требало да узме удео у последњим данима рата пре успостављања примирја, у операцији која је предвиђала удар највећег дела пловила Океанске флотиле из базе у Вилхелмсхафену на британску Велику флотилу. Да би задржали бољу преговорачку позицију за Немачку, адмирали Хипер и Шер намеравали су да нанесу што је могуће више штете британској морнарици, без обзира на трошкове флотиле. Дана 29. октобра 1918, дато јој је наређење да се отисне од Вилхелмсхафена да би се консолидовала у сидришту Јад, са намером одласка у поход следећег јутра. Међутим, чим је пала ноћ 29. октобра, морнари на Thüringen-у су исказали непослушност. Немири су се проширили и на друге бојне бродове, укључујући и Кенига. У покушају да се сузбије побуна, операција је на крају отказана, а адмирал Шер је наредио флотили да се разиђе. Кениг и остатак треће ескадре били су послати на Кил. Током предстојећих побуна, капетан Кенига рањен је три пута, а оба прва официра и ађутант су убијени.

### Судбина
Након капитулације Немачке у новембру 1918, већина пловила Океанске флотиле, под командом контраадмирала Лудвига фон Ројтера, била је интернирана у британску поморску базу у Скапа Флоу. Пре одласка немачке флоте, адмирал Адолф фон Трота јасно је ставио до знања фон Ројтеру да ни под којим условима не може дозволити савезницима да заплене бродова. Флотила се састала са британском лаком крстарицом Cardiff-ом, која је водила бродове савезничкој флотили која је требало да их ескортује у Скапа Флоу. Масовну савезничку флозилу чинило је неких 370 британских, америчких и француских ратних бродова. Кад су бродови интернисани, њихови топови су онеспособљени одношењем затварача.
Флотила је остала у заробљеништву током преговора који је резултовао Версајским уговором. Фон Ројтер је веровао да Британци намеравају да преузму немачко бродовље дана 21. јуна, који је требало да буде крајњи рок за Немачку да потпише мировни уговор. Свестан да је рок продужен до 23, Ројтер је наредио да се бродови потопе. Ујутру 21. јуна, британска флотила напустила је Скапа Флоу да би водила маневре, а у 11:20 Ројтер је пренео наређење својим бродовима. Кениг је потонуо у 14:00; никада није био подигнут ради растављања, за разлику од многих других бродова већих размера који су поделили исту судбину. Права на убудуће операције спасавања олупине продата су једној шкотској компанији 1962. Само делови олупине су до сада извађени.

### Команданти
| Август 1914. до јула 1916.       | Капетан бојног брода Фридрих Бринингхаус ( )  |
| Јули 1916. до маја 1917.         | Капетан бојног брода Хуго Мојрер ( )          |
| Мај 1917. до новембра 1918.      | Капетан бојног брода Карл Вилхелм Венигер ( ) |
| Новембар 1918. до децембра 1918. | Капетан бојног брода Ото Бројер ( )           |
| Децембар 1918. до јуна 1919.     | Капетан корвете Ернст Јункерман ( )           |